# Welschenrohr
Welschenrohr (en francès Rosières) és un municipi del cantó de Solothurn (Suïssa), situat al districte de Thal.

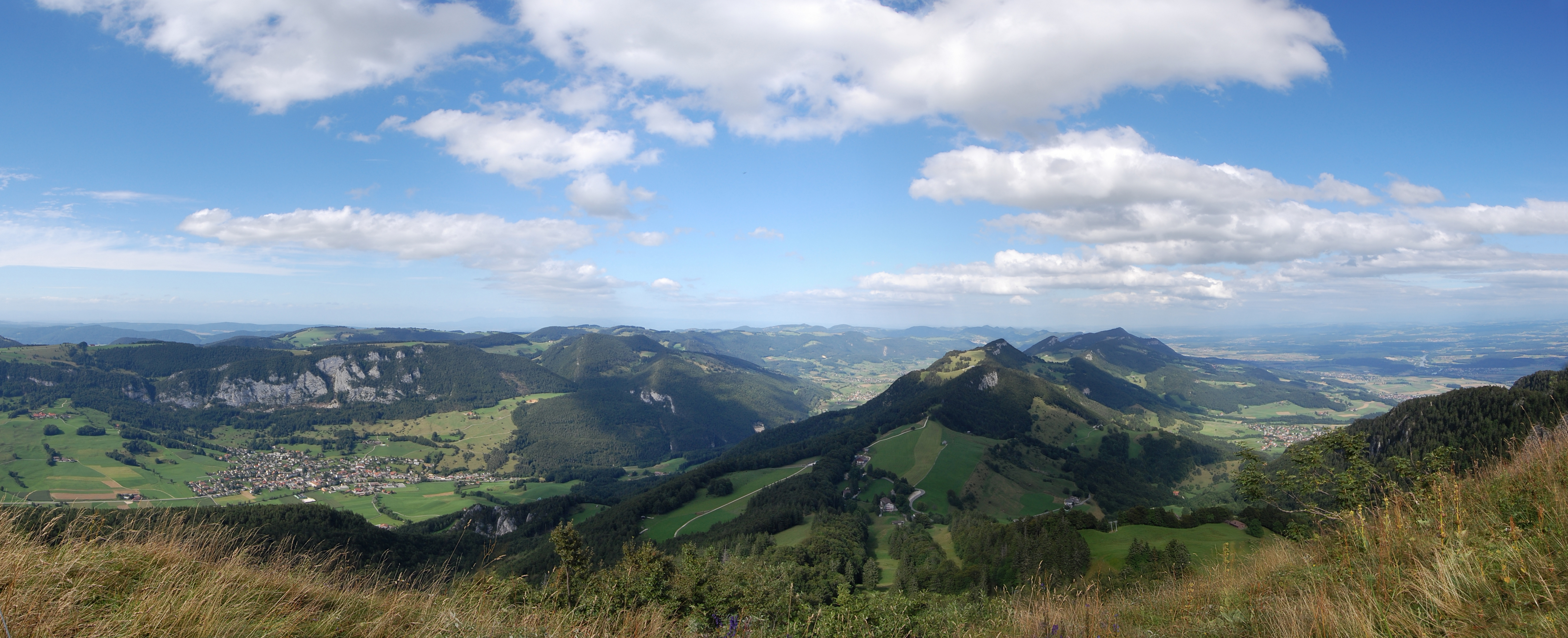
Panorama.